# 韋克羅斯 (喬治亞州)
韋克羅斯（英語：Waycross）是一個位於美國喬治亞州韋爾縣的城市。根據2010年美國人口普查，該地人口為14649人，而該地的面積約為30.30平方千米。同時該地也是韋爾縣的縣治。

## 地理
韋克羅斯的座標為31°12′50″N 82°21′18″W / 31.21389°N 82.35500°W，而該地的平均海拔高度為40米（即131英尺）。